# Diocèse d'Acireale
Le diocèse d'Acireale (en latin : Diœcesis Iaciensis ; en italien : Diocesi di Acireale) est un diocèse de l'Église catholique en Italie, suffragant de l'archidiocèse de Catane et appartenant à la région ecclésiastique de Sicile.

## Territoire

région ecclésiastique de Sicile avec le diocèse d'Acireale en rouge

Le diocèse est situé dans la partie nord de la ville métropolitaine de Catane, il est suffragant de l'archidiocèse de Catane tout comme le diocèse de Caltagirone. Il possède un territoire de 665 km2 divisé en 112 paroisses et regroupées en 6 archidiaconés.
Son évêché est à Acireale où se trouve la cathédrale de Maria Santissima Annunziata ; le diocèse compte sept basiliques mineures : la cathédrale, Santi Pietro e Paolo et collégiale Saint-Sébastien à Acireale ; San Filippo d'Agira à Aci Catena ; San Giacomo et Maria Santissima della Catena à Castiglione di Sicilia ; Santa Maria Assunta à Randazzo ; San Pietro a Riposto. 
Les pèlerinages sont ceux de Notre Dame de Lorette à Acireale, Maria Santissima à Valverde, Notre Dame du Mont-Carmel  à Randazzo, Notre Dame della Catena à Aci Catena, saint Gérard Majella à Piedimonte Etneo, Notre Dame de la Vena à Vena (hameau de Piedimonte Etneo), et Notre Dame della Strada à Giarre. 

## Histoire
En 1838, Ferdinand II publie le premier décret instituant le diocèse. Le pape Grégoire XVI érige canoniquement le diocèse le 27 juin 1844 par la bulle pontificale Quodcumque ad catholicae religionis incrementum. Cependant, plusieurs circonstances retardent l'exécution de l'érection du diocèse pendant 28 bonnes années. En fait, la bulle Quodcumque ad catholicae prévoyait, en raison de l'opposition manifestée par les diocèses de Catane et de Messine, une clause selon laquelle l'érection du nouveau diocèse ne devait prendre effet qu'après la mort de Felice Regano, évêque de Catane et de Francesco di Paola Villadecani, évêque de Messine. Ils sont morts en 1861, mais en raison des difficultés entre l'Italie et le Saint-Siège après l'unification de l'Italie, l'exécution de la bulle fut retardée.
Le 19 mars 1872, la congrégation pour les évêques nomme Giovanni Battista Guttadauro di Reburdone, évêque de Caltanissetta, exécuteur de la bulle qui est publiée à Acireale le 3 juin suivant le décret d'exécution, à partir de ce moment commence officiellement la vie du diocèse. Le 22 juillet, par le décret Nova Constituzione de la congrégation des évêques, le diocèse est déclaré immédiatement soumis au Saint-Siège et le 29 juillet le Pape Pie IX procède à la nomination du premier évêque, le jeune prêtre d'Agrigente, Gerlando Maria Genuardi, qui fait son entrée solennelle dans le diocèse le 10 novembre.
Mgr Genuardi visite le diocèse en 1875, son principal travail est l'établissement, en 1881, du séminaire diocésain, dans lequel se forment plusieurs futurs évêques, dont ses deux successeurs immédiats, Giovanni Battista Arista (1907-1920) et Salvatore Bella (1920-1922) ; ce dernier crée 42 nouvelles paroisses, mettant fin à la pratique héritée du diocèse de Catane, de considérer l'évêque comme le seul curé du diocèse. Pendant le long épiscopat de Salvatore Russo (1932-1964) s'organise en 1957 le premier synode diocésain. Le 2 décembre 2000, par la bulle Ad Maiori du pape Jean-Paul II, le diocèse devient suffragant de l'archidiocèse de Catane.

## Évêque
- Gerlando Maria Genuardi (1872-1907)
- Giovanni Battista Arista, C.O (1907-1920)
- Salvatore Bella (1920-1922)
- Fernando Cento (1922-1926) nommé archevêque titulaire de Séleucie-de-Piérie (de)
- Evasio Colli (1927-1932) nommé évêque de Parme
- Salvatore Russo (1932-1964)
- Pasquale Bacile (1964-1979)
- Giuseppe Malandrino (1979-1998) nommé évêque du diocèse de Noto
- Salvatore Gristina (1999-2002) nommé archevêque de Catane
- Pio Vittorio Vigo (2002-2011)
- Antonino Raspanti (2011-   )

## Sources
- (it) Cet article est partiellement ou en totalité issu de l’article de Wikipédia en italien intitulé « Diocesi di Acireale » (voir la liste des auteurs).
- (en) Catholic Hierarchy